# Governador-geral de São Vicente e Granadinas
O cargo de governador-geral de São Vicente e Granadinas é ocupado pelo representante do monarca de São Vicente e Granadinas, ao qual cabe exercer o poder executivo supremo na Comunidade das Nações. Atualmente o monarca de São Vicente e Granadinas é a Rainha Isabel II, e a atual governadora-geral é Susan Dougan.